# 漢考克號航空母艦
漢考克號航空母艦（USS Hancock CV-19）是一艘隸屬於美國海軍的航空母艦，為艾塞克斯級航空母艦的十一號艦，在非官方上亦是長艦體艾塞克斯級的三號艦。她是美軍第五艘以漢考克為名的軍艦，以紀念第一位簽署美國獨立宣言、第二屆大陸會議主席約翰·漢考克。
漢考克號在1943年開始建造，艦名原為提康德羅加（Ticonderoga），在動工四個月後與CV-14調換艦名，更名為漢考克。1944年漢考克號服役，開始參與太平洋戰爭。戰後漢考克號退役停放，在韓戰時期進行SCB-27C現代化改建，並在期間重編為攻擊航艦（CVA-19）。改建完成後的漢考克號重返現役，其時韓戰已經停火。稍後漢考克號再進行SCB-125改建，增設斜角飛行甲板，然後留在太平洋艦隊服役。
北部灣事件後兩個月，漢考克號開始參與越戰，並多次派飛機到陸上攻擊。此後十一年間，漢考克號一共進行了九次的越戰巡航，為美國航空母艦之最。1975年越戰即將結束之際，漢考克號臨時改裝為兩棲突擊艦，參與美國多場撤退行動，在金邊及西貢淪陷前夕，救走多名高棉、南越及美國人員、僑民。西貢淪陷後，漢考克號曾被派往營救遭紅色高棉脅持的馬亞圭斯號貨船，但因引擎故障而未能趕上參與。
越戰結束後，漢考克號重編為多用途航空母艦，舷號改為CV-19，但翌年漢考克號便從海軍退役除籍，並出售拆解。

## 建造與早年服役
漢考克號在1943年1月28日於昆西的霍河造船廠開始建造，其時艦名仍為提康德羅加，舷號為CV-19。3月4日，美國海軍部批准艾塞克斯級的改良建造方案，將艦艏及艦艉的飛行甲板縮短，並建造剪型艦艏，以增設兩座四聯裝40毫米高射炮；CV-19即時採用新設計建造。由於剪型艦艏令艦體增長，故新設計亦有稱為長艦體艾塞克斯級；或稱為提康德羅加級航空母艦。
正當CV-19繼續建造之際，波士頓的約翰·漢考克人壽保險公司（John Hancock Life Insurance Company）聯絡海軍，提出為海軍籌款購買美國軍債，以支付其中一艘航空母艦的建造及裝備費用；條件是海軍須將在昆西建造的航空母艦更名為漢考克，以紀念在當地出生的約翰·漢考克。海軍最終同意了公司的提議，並在同年5月1日將CV-19更名為漢考克號，而提康德羅加則改為命名CV-14。其後公司一共為海軍籌得9,600萬美金（96,000,000），足以支付漢考克號的建造及裝備費用，以至整場戰爭的所有作戰開支。
1944年1月24日（約翰·漢考克207歲冥壽），漢考克號下水，並於4月15日服役。5月23日，漢考克號在切薩皮克灣試航，於6月12日返回波士頓。6月16日漢考克號前往加勒比海試航訓練，途經西班牙港等地，在7月3日返回波士頓作最後檢修。
7月31日，漢考克號離開波士頓，在8月中橫渡巴拿馬運河，最後於18日抵達聖地牙哥，並搭載額外飛機及乘客。8月23日漢考克號前往珍珠港，在30日抵達卸載。接著漢考克留在夏威夷近海訓練，在9月24日前往西太平洋，於10月5日抵達烏利西環礁，與即將出擊的艦隊會合。

## 第二次世界大戰

### 台灣空戰

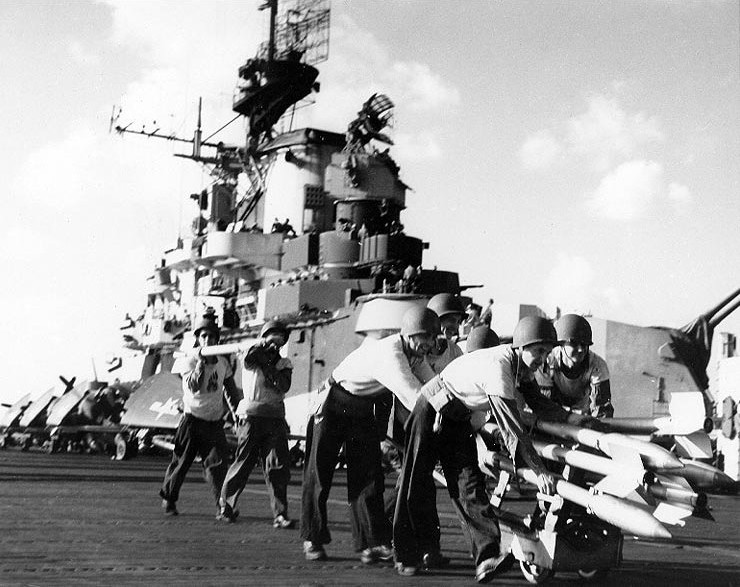
1944年10月12日，第三艦隊的航空母艦預備空襲台灣，漢考克號的艦員正為甲板的轟炸機掛載火箭。

10月6日，第38特遣艦隊離開烏利西，前往空襲沖繩島。漢考克號編入傑拉德·波根（Gerald F. Bogan）少將的第二分隊，同行艦有旗艦無畏號、碉堡山號、卡伯特號及獨立號。10日艦隊大舉攻擊沖繩，出擊架次高達1,396架，重創沖繩港口。此時豊田副武估計美軍將空襲台灣，命在台的福留繁預備迎戰；當時日軍駐台戰機約有230架。
一如日軍所料，12日美軍艦隊往南空襲台灣。海爾賽派第一分隊空襲台灣南部；漢考克號的第二分隊空襲台灣北部；第三分隊空襲台灣中部；第四分隊則集中攻擊高雄。清晨各艦派戰機作第一波攻擊；福留繁則派戰機攔截，同時派轟炸機攻擊美軍航母，台灣空戰爆發。美軍在空戰明顯佔優，第一波攻擊後，日軍只剩下60架戰機可用；第二波攻擊後更全被摧毀，沒有戰機可迎戰第三波攻擊；福留繁的指揮部亦在空襲後夷為平地。傍晚日軍魚雷機發現美軍艦隊，陸續展開攻擊，但無一成功，更損失42架。美軍當日出擊數達1,378架次，只損失48架飛機。
10月13日艦隊再次空襲台灣，出擊數下降至974架。傍晚美艦隊被日軍攻擊；富蘭克林號艦島受損，無人傷亡；而坎培拉號則被魚雷重創，要由拖船協助離開戰場。14日艦隊派146架戰機及100架轟炸機再次攻擊台灣，順道掩護坎培拉號撤退；陸軍航空隊則在中國大陸派109架B-29轟炸高雄。當晚日軍魚雷機再次夜襲，侯斯頓號被魚雷重創，一度下令棄船；由於兩艘受創巡洋艦離台灣及先島群島僅90英里（140），海爾賽於15日命三艘巡洋艦及八艘驅逐艦組成拯救小隊，協助兩艦拖行；又派科本斯號及卡伯特號作空中支援。艦隊則緩緩向西南撤走。
10月15日第四分隊往空襲呂宋；日軍則於當日及16日再次空襲拯救小隊；侯斯頓號於16日再被一枚魚雷擊中，入水超過6,300噸，艦長一度決定棄船，但同行驅逐艦決定繼續拖行。此時東京電台稱美軍第三艦隊已受重創。海爾賽得悉後，認為日軍誤判拯救小隊為第三艦隊，索性順水推舟，以拯救小隊作餌，引誘日軍攻擊；漢考克號的第二分隊與第三分隊共同掩護小隊，但由第三分隊伏擊從日本而來的飛機。16日早上，日軍命那智號及足柄號等由瀨戶內海出發，往南追擊，卻在沖繩外海被碉堡山號兩架飛機攻擊。此時福留繁得悉美軍航空母艦未有受損，命巡洋艦隊即時撤退。美軍埋伏雖然失敗，兩艘重創軍艦仍得而撤走，在27日終於抵達烏利西。
10月17日漢考克號往南行駛，以支援美軍重奪菲律賓；而小澤治三郎則命艦隊阻止美軍登陸，並以自身航空母艦為餌，引開美軍艦隊，由栗田健男的第二艦隊到雷伊泰攻擊美軍登陸部隊；稍後因此引發雷伊泰灣海戰。18日漢考克號空襲卡加延省。美軍在20日開始登陸獨魯萬市，而麥克阿瑟則在當日下午登上灘頭，宣告自己重返菲律賓。

### 雷伊泰灣海戰

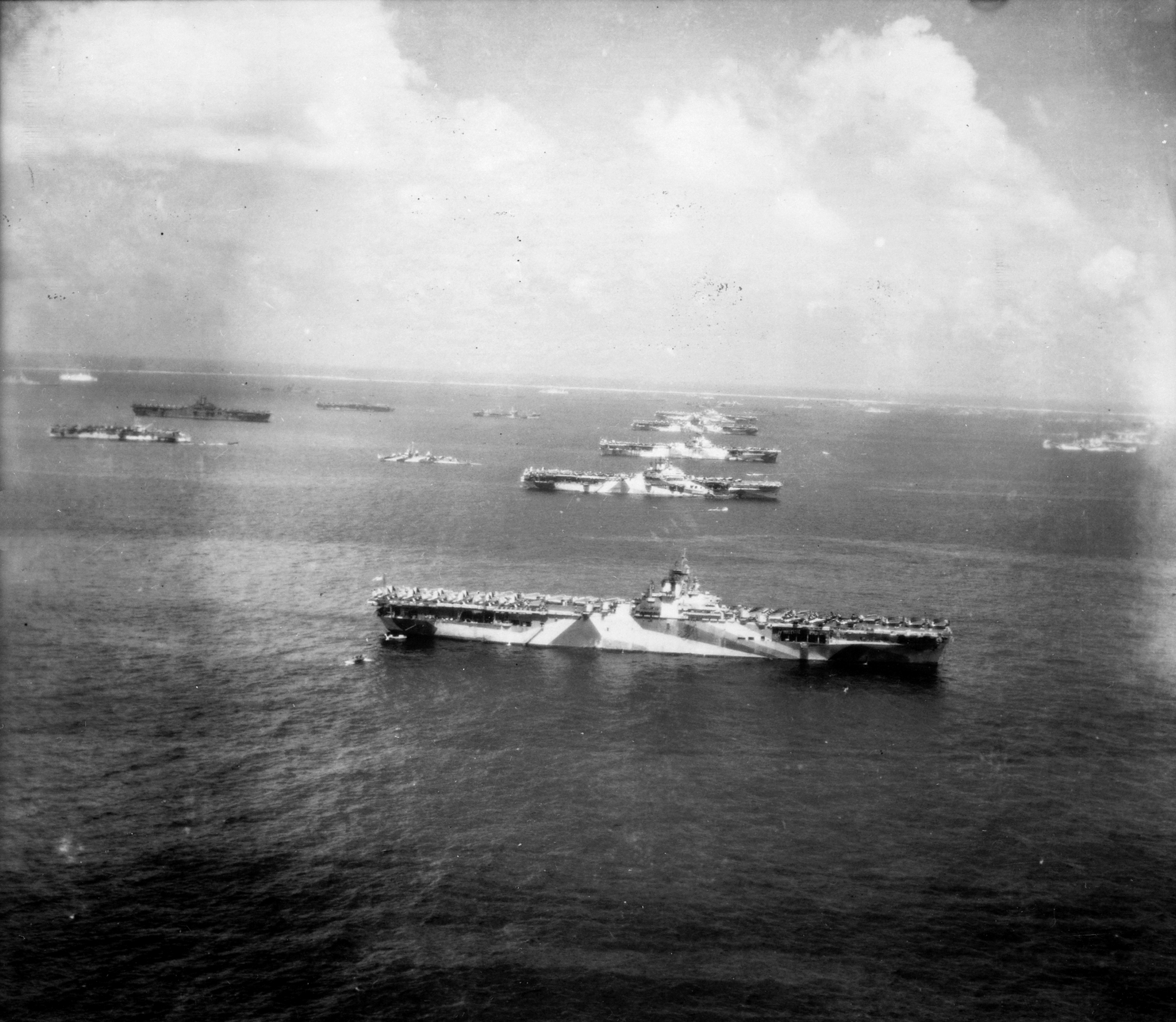
1944年12月8日，參與二戰的艾塞克斯級航空母艦正在烏利西休整，組成著名的「殺手陣列」。由前景數起為胡蜂號、約克鎮號、大黃蜂號、漢考克號及提康德羅加號；塗上深色迷彩的列星頓號則在陣列後方（相片左面）。

10月21日，漢考克號的第二分隊再次空襲呂宋一帶。次日漢考克號由第二分隊調往第一分隊，並返回烏利西補給；這使漢考克號幾乎錯過整場雷伊泰灣海戰。 24日海戰爆發；當晚小威廉·海爾賽召回第一分隊，然後自己與另外三支分隊及威利斯·李中將的戰艦往北，追擊小澤的誘敵艦隊。25日8時22分，托馬斯·金凱德中將的第七艦隊被粟田的中央艦隊攻擊，向海爾賽求救；但海爾賽只命第一分隊加速西進，未有即時調頭。
此時漢考克號等第一分隊艦隻正在補油。9時17分，第一分隊開始往西推進，並在稍後加速至30節，以盡快支援第七艦隊。10時30分漢考克號等派出偵察機及第一波攻擊機隊，但飛機仍要一個半小時才可抵達雷伊泰灣。正當第一分隊的飛機趕往雷伊泰灣時，粟田已經開始向北撤退。12時55分，漢考克號派出第二波機隊；而大黃蜂號的第一波機隊恰好聯絡上克利夫頓·斯普拉格少將（Clifton Sprague）的特遣單元（Task Unit 77.4.3，代號塔非3號，於不久前遭粟田艦隊及神風自殺飛機攻擊）。克利夫頓指示機隊往北索敵，而自己則繼續命殘存的驅逐艦搜索聖羅號的生還者。下午1時16分，大黃蜂號的機隊發現粟田艦隊，但僅擊中利根號一枚炸彈，且炸彈沒有爆炸；第二波攻擊亦一無所獲。整日第一分隊共出擊147架次，被日軍擊落十架。
26日清晨5時，第一分隊終於與南下的第二分隊會合，而漢考克號亦調在此時調回第二分隊。6時兩支分隊派出第一波飛機追擊粟田，又在8時10分及12時45分派出第二波及第三波攻擊，最終僅擊沉能代號及早霜號，並重傷熊野號。

### 雷伊泰島與呂宋

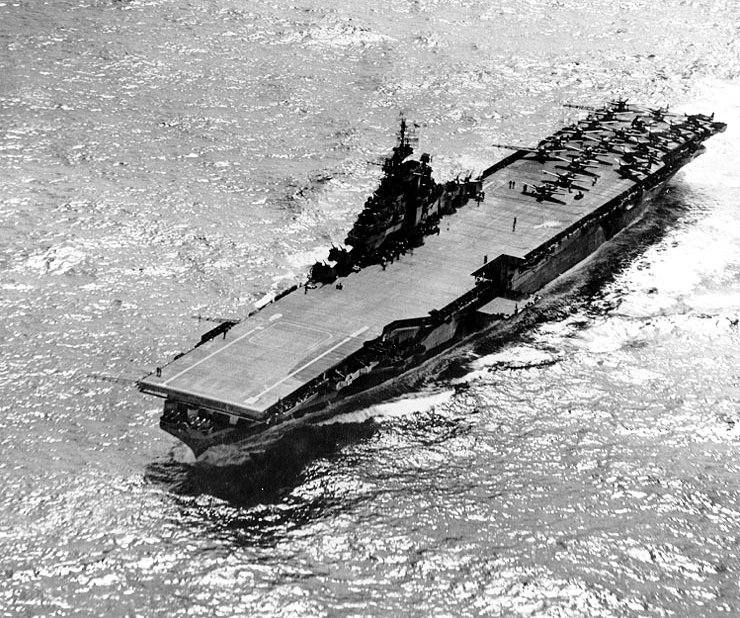
1944年12月15日，漢考克號正在菲律賓海作戰。此時雷伊泰灣海戰已經結束，艦隊正空襲菲律賓各地，以支援重奪菲律賓的美軍部隊。相中可見漢考克號的前部飛行甲板遭切割縮短，使剪型艦艏上的防空炮可更有效射擊。只有漢考克號與提康德羅加號有切割飛行甲板。由於縮短飛行甲板令飛行作業倍添危險，兩艦在不同時間將甲板復建。

10月27日第二分隊在海上補油，在28日前往空襲馬尼拉灣。29日早上，漢考克號等派飛機空襲馬尼拉各地機場，並與日軍爆發空戰，擊毀多架飛機；但同日無畏號被神風自殺飛機擊傷，在搶修後繼續作戰。30日老約翰·麥凱恩接替馬克·密茲契，指揮快速航空母艦；而提康德羅加號則在當日加入第三分隊。
11月5日，第一及第三分隊在波利略外海與第二分隊會合，然後分別攻擊仁牙因灣、北錫布延海及馬尼拉灣三地的日軍機場及補給艦隻，並擊沉了那智號，摧毀地面多架飛機。下午列星頓號遭自殺飛機擊傷，迫使麥凱恩將旗艦轉至胡蜂號。6日艦隊再次空襲三地，在傍晚到外海補油。8日漢考克號的第二分隊，聯同受損的列星頓號返回烏利西休整，在9日抵達。
11月14日，第二分隊離開烏利西，接替第三分隊作戰。15日麥凱恩將艦隊旗艦改設在漢考克號。17日第一、第二及第四分隊再次空襲呂宋，於20日撤到後方補油。21日第四分隊離隊空襲雅浦島，然後到烏利西休整；而第一分隊亦在23日返回烏利西，於24日抵達，留下漢考克號的第二分隊及艾塞克斯號的第三分隊作戰。25日，兩支分隊再次轟炸呂宋等地的日軍艦隻，其中提康德羅加號擊沉了熊野號。
日軍再次以自殺飛機還擊。中午12時26分，正當第二分隊開始派出戰機之際，十多架自殺飛機高速向分隊迫近。34分，漢考克號的防空炮擊毀一架自殺飛機，飛行甲板遭到飛機碎片擊傷；不久無畏號及卡伯特號均被自殺飛機擊中，艦體大火；稍後第三分隊的艾塞克斯號亦遭自殺飛機擊傷。基於無畏號損毀嚴重，其部分飛機臨時降落到漢考克號補油，再轉飛雷伊泰的美軍陸上基地待命。
由於艦隊損傷慘重，再加上麥克阿瑟推遲登陸民都洛到12月15日，艦隊下令撤退；第二分隊在27日率先返抵烏利西休整。到12月3日，所有分隊均返抵烏利西。
12月10日及11日，艦隊離開烏利西，前往民都洛。此時艦隊再次重編，漢考克號仍舊留在波根指揮的第二分隊，並擔任艦隊旗艦；同行艦有分隊旗艦列星頓號、大黃蜂號及卡伯特號。12日至16日，艦隊集中派戰機封鎖日軍機場，保護美軍登陸艦免受攻擊。日軍升空的飛機多被攔截及擊落。

### 海爾賽颱風
17日艦隊在外海補油，但海面颳起強風，海面波濤洶湧，令艦隊作業困難，無法補油。惡劣天氣由艦隊以東的熱帶擾動引起；該熱帶擾動在烏利西以北形成，向西北偏西移動，並快速增強，亦即後來的颱風眼鏡蛇。由於海浪走向與冬季的東北風一致，海爾賽並未察覺颱風迫近。
18日海面風浪加劇，但艦隊的天氣預報仍然錯誤，且氣壓於日出前一直穩定，海面亦繼續吹北風，故海爾賽命艦隊再次補油。此時風浪開始使艦隻脫隊；各艦匯報的天氣資料迥異，又造成更多混亂。上午10時，氣壓開始急降，風向同時呈逆時針，海面翻起巨浪；胡蜂號的雷達甚至拍到風眼，颱風顯然就在附近。海爾賽即時命艦隊往西南迴避；然而脫隊及較慢軍艦已無法脫離，甚至有驅逐艦通過風眼。最終美軍三艘驅逐艦沉沒；蒙特利號及科本斯號機庫起火，其中前者更要撤返珍珠港維修；相對之下，漢考克號等大型艦隻損傷輕微，僅入水過多。
傍晚4時，艦隊終於駛出風暴。6時天氣轉為明朗，艦隊開始搜救落海官兵。其時海爾賽尚未得悉有驅逐艦沉沒，直到次日凌晨方得知三艘驅逐艦失去聯絡。搜救後艦隊撤返烏利西，於24日抵達。28日尼米茲批准艦隊在美軍登陸仁牙因灣後，進入南海。
12月30日，艦隊離開烏利西，並先後於1945年1月3日及4日空襲台灣及呂宋的日軍機場，卻因天氣惡劣，效果不彰。7日艦隊集中攻擊呂宋，再受惡劣天氣阻礙。9日美軍開始登陸仁牙因灣，幾乎沒有遭遇抵抗；而艦隊則往北空襲台灣及琉球群島，但惡劣天氣仍舊困擾艦隊，無法有效攻擊。

### 南中國海與降落意外

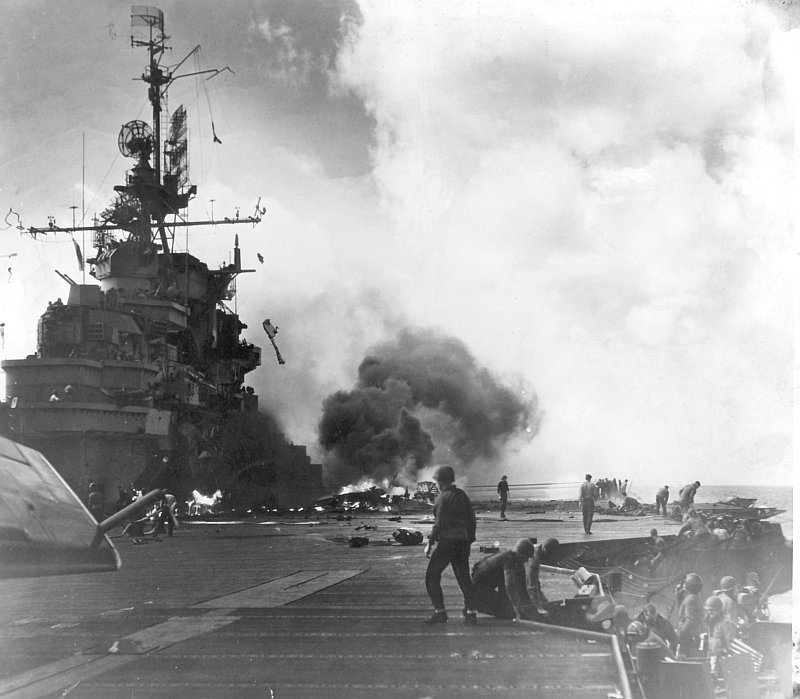
1945年1月21日，一架TBM轟炸機在漢考克號降落後，意外投下兩枚炸彈，造成猛烈爆炸。意外雖造成多人傷亡，但漢考克號的損毀不大，而大火亦迅速受控撲滅，無需到港口維修。

1月10日，漢考克號等快速航空母艦穿過巴斯海峽，前往空襲法屬印度支那的日軍補給。海爾賽認為伊勢號、日向號及部分日軍戰艦，在雷伊泰灣海戰後撤到越南，故先攻擊金蘭灣。
12日艦隊抵達越南外海。凌晨3時30分，第五分隊的夜戰航空母艦先派飛機偵察。早上6時40分，戰艦及巡洋艦等往炮轟金蘭灣的戰艦。到7時30分，第一、二及三分隊的航空母艦開始派飛機空襲。整日艦隊出擊數達1,465架次，部分飛機更沿海岸搜索目標轟炸，攻擊範圍遍佈越南南部。第三分隊空襲了歸仁及西貢，並擊沉了香椎號、兩艘護航驅逐艦、九艘滿載的運輸艦及一艘油船；被日軍俘虜的法國巡洋艦拉莫特-皮凱號（La Motte-Piquet）亦在金蘭灣被擊沉。最終美軍共擊沉45艘日軍軍艦及商船，並摧毀多艘油船。由於港內沒有日軍戰艦，美軍的炮艦在早上8時已經撤返。晚間艦隊撤往東面補油，並迴避颱風。海面大浪使艦隊到14日才完成補油。
15日上午艦隊空襲了高雄及左營港，並擊沉了旗風號及松號。低能見度使空襲成效欠佳。下午艦隊再次西進，並於16日空襲了香港、廣州及海南。惡劣天氣及密集防空火炮雖令空襲多有阻滯，但美軍仍擊沉多艘運輸艦。17日東北季候風加強，迫使艦隊撤回呂宋西面海域補油，然後再次空襲台灣。
21日早上，艦隊開始派飛機攻擊台灣各地機場及海港。中午日軍的自殺飛機發現美軍第三分隊，隨即展開攻擊，先後擊傷蘭利號及提康德羅加號。當日第二分隊亦遭到日軍襲擊，但未有艦艇受損。下午1時28分，一架TBM轟炸機在漢考克號降落後，意外打開了炸彈艙門，使艙內兩枚500磅炸彈隨即下墜引爆。爆炸擊穿飛行甲板，並引起機庫大火。由於損管得力，下午3時漢考克號的大火已經基本撲滅，並緊急修復了飛行甲板，可恢復飛機升降。意外一共造成62人死亡，71人受傷。傍晚提康德羅加號撤返烏利西，而漢考克號等則往北航行，預備空襲沖繩島及硫磺島。
22日，艦隊空襲了沖繩，並作詳細攝影偵察，搜集情報，以作日後登陸之用。晚上艦隊撤走，於26日返抵烏利西休整修理。同日雷蒙德·斯普魯恩斯接替海爾賽指揮美軍艦隊，編制上改為第五艦隊，而快速航空母艦編隊亦再次易名，為第58特遣艦隊，由密茲契指揮。

### 硫磺島及日本本土

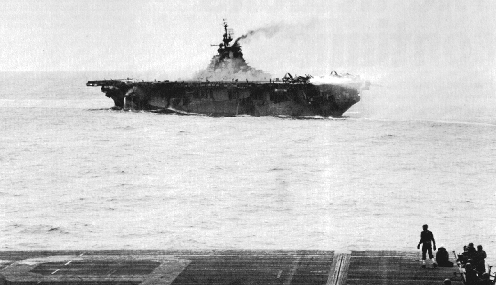
1945年4月7日，漢考克號遭到自殺飛機擊中，艦體起火冒煙；但由於損管得力，艦上大火在不久便撲滅，而漢考克號亦只須到珍珠港而非美國本土維修。相片由艾塞克斯號拍攝。

2月10日，第五艦隊魚貫離開烏利西，前往空襲日本本土。漢考克號編入拉夫·戴維森（Ralph E. Davison）指揮的第二分隊，同行艦有旗艦列星頓號及聖哈辛托號。艦隊先往東北，於12日在天寧島與陸戰隊作演習，然後加速往北前進，準備空襲東京。
2月16日，艦隊先派五波戰機，掃蕩東京灣一帶的機場。第三分隊的戰機率先抵達東京上空，又攻擊了港口設施；而第二分隊雖遭遇近百架日機攔截，但擊落近40架日機。中午密茲契派轟炸機空襲東京大田區等地的工廠；傍晚則派夜間戰鬥機攻擊機場。17日艦隊前往硫磺島，預備支援即將登陸的美軍。第四分隊於當日攻擊了父島及母島；第二及第三分隊則到硫磺島以西，將直接支援搶灘的陸戰隊；其他分隊則往南補油。18日漢考克號等艦再次空襲父島，然後待命；美軍戰艦則連日炮擊岸上設施。
2月19日，美國陸戰隊開始登陸硫磺島，硫磺島戰役爆發。漢考克號等主要為艦隊及登陸部隊防空，偶爾亦轟炸艦炮不可及之日軍據點。由於艦載機的凝固汽油彈大多未有爆炸，故效果不佳。日機整日斷續侵擾艦隊，但多次攻擊均告失敗。21日兩支分隊空襲父島及母島；而第五分隊則加入日間戰鬥，支援灘頭部隊。薩拉托加號甫進入執勤海域，即遇襲受創，被迫撤返美國維修，自此未再參與戰鬥；俾斯麥海號更被自殺飛機擊沉，企業號因此要獨自擔任夜戰航空母艦，並連續174小時派出及回收飛機，直至3月2日。23日艦隊到外海補給，然後改道北上，再次空襲日本本土。
25日早上，艦隊派機隊空襲東京，卻因天氣惡劣，幾乎無功而返。下午密茲契中止所有飛行作業，欲改於次日空襲名古屋，然而海面天氣進一步惡化，翻起大浪，使艦隊無法及時進入攻擊範圍。26日早上，密茲契取消攻擊，命艦隊於次日補油，然後攻擊沖繩島；第四分隊則在補油後到烏利西休整。3月1日，漢考克號等空襲沖繩島，並作詳細攝影偵察。當晚艦隊撤回烏利西休整，於4日抵達。
3月14日，艦隊離開烏利西，前往支援沖繩戰役，並先空襲九州，削弱該處的日軍空中力量。此時艦隊編制再稍有調動，漢考克號加入第三分隊。
3月18日上午，艦隊開始派出機隊，空襲九州各地機場，但宇垣纏在美軍攻擊前，已派出僅餘的飛機升空，正前往攻擊第四分隊，故美軍收獲不大。企業號先於早上被日軍炸彈擊中，但未有引爆；無畏號成功攔截自殺攻擊，艦體輕微受損；下午約克鎮號被炸彈擊中，艦體爆炸，在搶修後繼續作戰。
同日，美軍偵察了神戶及吳市，發現日軍於港內的大批軍艦，故密茲契於19日命艦隊空襲瀨戶內海。當日美軍擊傷了大和號、日向號、榛名號、生駒號、葛城號、龍鳳號、天城號、鳳翔號、海鷹號、利根號及大淀號等艦。但美軍亦遭日機反擊，胡蜂號被炸彈擊中爆炸，造成多人死傷，在搶修後繼續作戰；而富蘭克林號則身中兩枚炸彈，起火爆炸，一度失速，更幾近沉沒。最終富蘭克林號在多艘艦隻協助下，緩緩撤走；而企業號及部分第四分隊軍艦調往第二分隊，以掩護其撤退。
3月20日艦隊往南撤退，但繼續派飛機轟炸九州南部機場；下午第二分隊再遭遇自殺飛機攻擊，一艘驅逐艦受損，而企業號的甲板則被友軍防空炮擊中。21日第一分隊遭到MXY-7櫻花特別攻擊機襲擊，但將之悉數擊落。傍晚胡蜂號轉到第二分隊，而聖哈辛托號則加入第一分隊。各艦於22日到外海補油，而企業號、胡蜂號及富蘭克林號等艦則分別撤返烏利西及美國修理；第二分隊要到4月才重返戰場。23日起，艦隊開始日復日空襲沖繩島，偶而亦空襲硫磺島，各分隊則輪流在海上補油。4月1日，美軍開始登陸沖繩島，艦隊繼續提供空中支援。5日企業號返回，並加入第四分隊；6日日軍派出355架自殺飛機及341架轟炸機，攻擊美軍登陸區的艦隻，並擊傷多艘；而美軍艦隊則勉強守住攻擊。當日艦隊估計己方擊落249架日機。晚上美軍潛艇發現大和號及其他軍艦離開豐後水道，密茲契召集所有航空母艦北進迎擊。

### 坊之岬海戰與遇襲
4月7日上午8時23分，艾塞克斯號的偵察機發現大和號。斯普魯恩斯曾打算命戰艦迎擊，但為免登陸部隊遇襲，將任務交給航空母艦。9時15分密茲契先派16架戰機再作偵察，並命第一及第三分隊預備攻擊。此時第四分隊仍忙於掩護沖繩，要到45分才進入作戰距離。10時起各艦開始派飛機前往攻擊，並持續至下午2時。中午12時32分，班寧頓號的飛機率先攻擊大和號，並有兩枚炸彈擊中大和號的主桅。稍後大和號接連中彈，快速向左舷傾側，最終在2時23分爆炸沈沒；日軍亦損失了矢矧號、濱風號、磯風號、朝霜號及霞號，另外冬月號、涼月號、雪風號及初霜號亦受損。
不過，美軍整日亦受自殺飛機侵擾。中午12時12分，漢考克號發現一架自殺飛機迫近，向其開火。自殺飛機在飛越漢考克號後調頭，先向其前部甲板投彈，然後撞入艦體。炸彈擊中了左舷的彈射器，當時該處共有三台戰鬥機，隨即引發猛烈爆炸。爆炸讓燃油流出來，燃油流到哪，火就燒到哪，就這樣一直燒到後部甲板，這期間共波及13架戰機。由於損管得力，12時30分艦體大火已經受控，到下午4時30分更可讓飛機降落。此次攻擊一共造成72人死亡，82人受傷，16架飛機受損。
由於前部甲板損毀嚴重，漢考克號與卡伯特號在4月9日離開艦隊，返回珍珠港。11日漢考克號途經烏利西，在21日抵達珍珠港，並進入乾船塢維修。

### 日本投降與魔毯行動

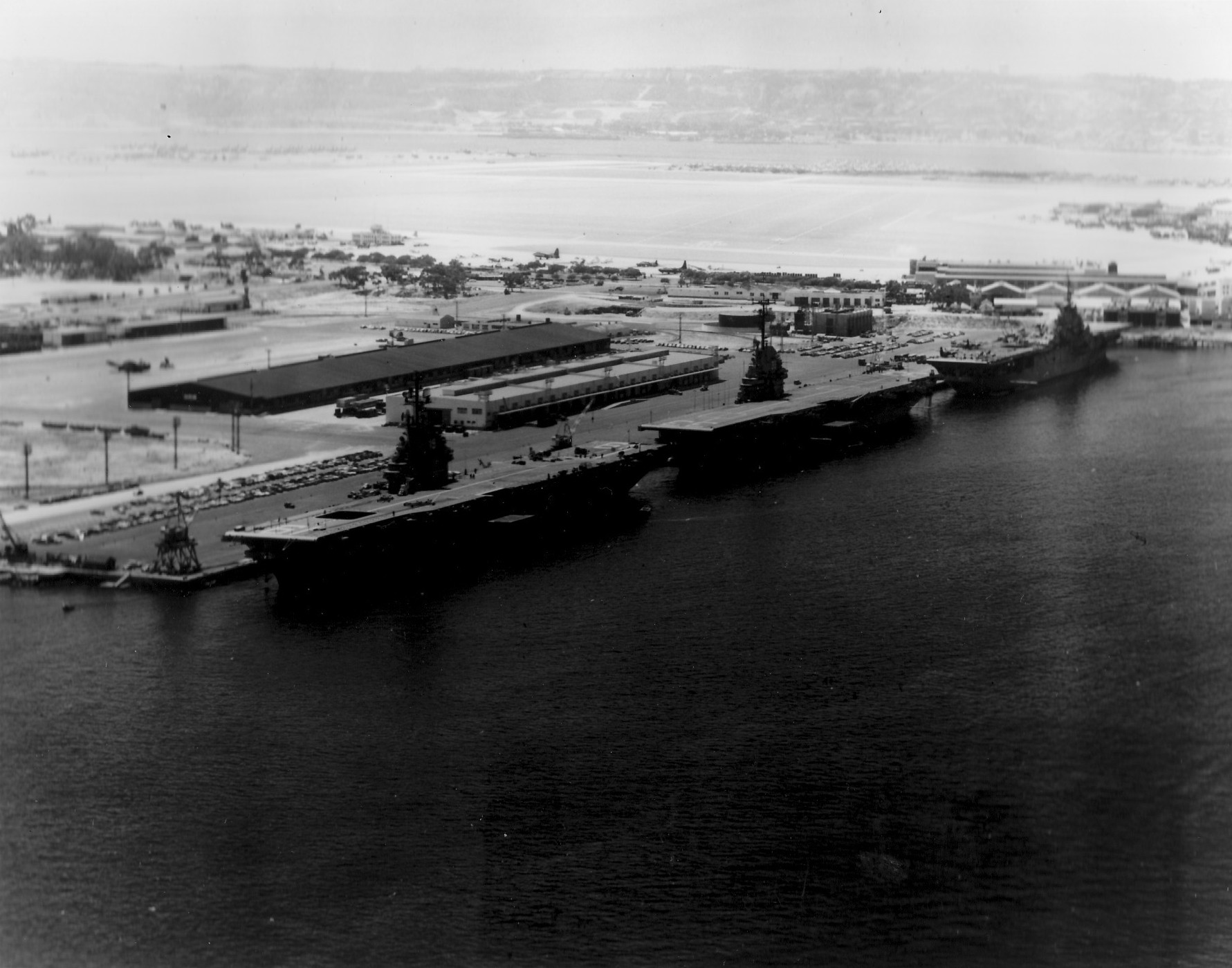
三艘艾塞克斯級航空母艦，停泊在聖地牙哥。由左至右分別是漢考克號、奇爾沙治號及艦艏朝岸的普林斯頓號。當時漢考克號與奇爾沙治號已完成SCB-27C或SCB-27A改建，普林斯頓號則未作任何改建。攝於1954-1955年。

6月7日，漢考克號完成維修，在夏威夷近海試航。13日漢考克號與列星頓號及科本斯號離開珍珠港，在20日順道空襲威克島，於26日抵達雷伊泰灣，會合艦隊。
7月1日，第三艦隊離港出發，往空襲日本本土。漢考克號編入湯瑪斯·史伯格（Thomas L. Sprague）少將指揮的第一分隊，同行艦有旗艦班寧頓號、列星頓號、貝勞森林號及聖哈辛托號。8日艦隊在沖繩外海會合，然後於10日空襲東京。攻擊後艦隊前往東北，欲於13日攻擊本州北部及北海道一帶，但因當日天氣惡劣延誤。
7月14日及15日，天氣好轉，艦隊大舉出擊，以轟炸B-29攻擊距離外的目標；相比沖繩作戰，日軍的反抗輕微，只有少量飛機有升空作戰，且均被擊落。艦隊空襲了室蘭市及函館等地，擊沉橘號，並擊傷柳號，且擊沉或擊傷數十艘運輸艦及汽車渡輪，阻止日軍運煤南下；而美軍及英軍戰艦則在同日炮擊沿岸的大型工廠。16日艦隊到外海補油，並與英國航空母艦（編入美軍第37特遣艦隊）會合。17至18日，艦隊再次空襲東京灣。首日天氣欠佳，空襲幾乎無效；次日天氣稍為好轉，艦隊隨即出擊，並集中攻擊長門號；最終長門號為約克鎮號重傷，一度認為已經擊沉。空襲後艦隊前往日本西南，於21日至22日補油。
7月24日、25日及28日，英美航空母艦艦隊前往轟炸瀨戶內海及吳市，集中攻擊日軍殘存軍艦，單在24日艦隊的出擊數便高達1,747架次，並擊沉伊勢號、日向號、榛名號、利根號、天城號、青葉號、大淀號、磐手號及出雲號；擊傷葛城號、龍鳳號、海鷹號及北上號。
7月31日艦隊出海迴避颱風，於8月初在海上補給。此時尼米茲截獲情報，指日軍正於本州以北集結自殺飛機及部隊，欲突破美軍防線，降落到馬里亞納的B-29基地，遂命艦隊即時前往攻擊；正當艦隊航行之際，小男孩原子彈於8月6日在廣島上空爆炸。8日艦隊抵達本州北部的機場；同日蘇聯正式向日本宣戰。9日美軍在長崎上空投下胖子原子彈；而艦隊則在9日及10日再次空襲本州，摧毀超過251架轟炸機，擊傷另外141架，使日軍最後反擊希望破滅。11日艦隊到外海補油；此時日本開始考慮投降條款。12日艦隊迴避颱風，再於13日至15日空襲東京。15日中午，裕仁天皇宣佈日本投降，艦隊即時中止當日的第二波空襲，但繼續攔截接近艦隊的日機。
8月23日起，漢考克號開始派飛機搜索陸上戰俘營，並空投補給。9月2日，日本代表在密蘇里號上簽署和約；而漢考克號則在10日進入東京灣停泊休整。稍後漢考克號斷續在近海執勤，在29日前往沖繩，參與魔毯行動，接載近1,500名美軍返國。10月6日漢考克號離開沖繩，在21日返抵長灘。
11月2日，漢考克號離開西岸，前往馬努斯島，並在當地接載近4,000名乘客。12月4日漢考克號返抵聖地牙哥卸載，在11日前往馬尼拉灣，於30日抵達。1946年1月3日，漢考克號搭載3,773名乘客返國，在1月20日返抵阿拉米達。
3月11日，漢考克號再次前往西太平洋，並到珍珠港搭載兩個航空聯隊及飛機，前往接替駐守關島的另外兩個聯隊。抵達關島後漢考克號搭載原駐關島的聯隊及飛機，返回美國，在4月23日返抵阿拉米達。29日漢考克號前往普吉灣海軍基地，預備退役。

## 退役、改建與太平洋艦隊

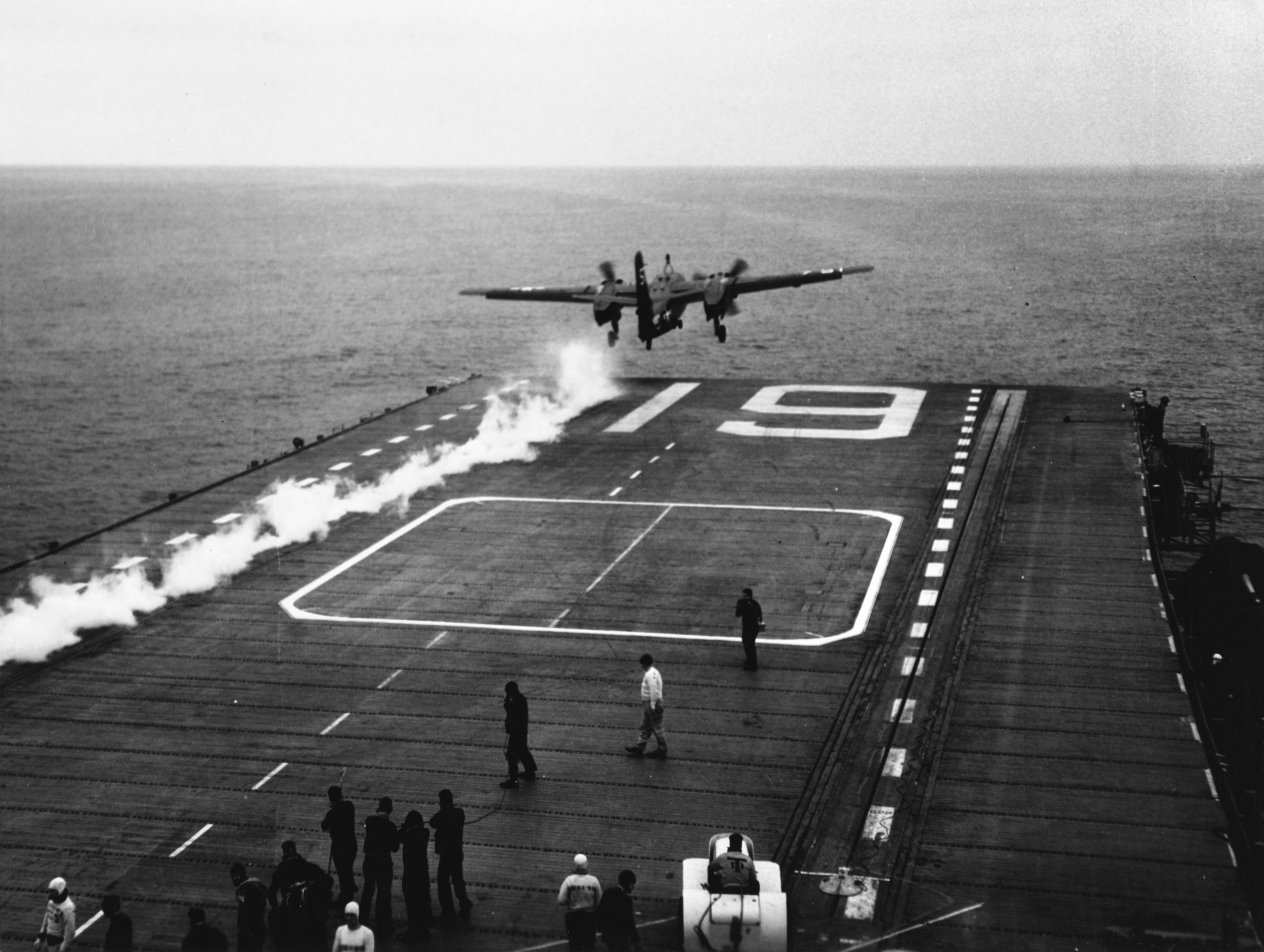
1954年6月17日，漢考克號正在近海訓練，一架飛機正從艦上起飛。這也是美國飛機首次以蒸汽彈射器起飛。

1947年5月9日，漢考克號在普吉灣退役，在後備艦隊封存。1950年6月25日，韓戰爆發，漢考克號並未即時重新服役。
此時海軍正為艾塞克斯級作現代化改建。1951年12月15日，漢考克號進入普吉灣海軍基地，開始進行SCB-27C改建。1952年10月1日，改建中的漢考克號重編為攻擊航母，舷號改為CVA-19。1954年2月15日，漢考克號完成改建，於當日再次服役。
接著漢考克號到近海試航，並在5月7日開始在聖地牙哥外海訓練及考核飛行員。6月17日，一架S-2搜索者巡邏機從漢考克號起飛，為海軍首架以蒸汽彈射器起飛的飛機。
1955年8月10日，漢考克號離開聖地牙哥，前往西太平洋巡航，並分別到日本海及菲律賓等地訓練演習，在1956年3月15日返抵美國。4月13日漢考克號再次退役，並進入舊金山海軍船廠，開始SCB-125現代化改建，增設斜角飛行甲板及封閉艦艏。改建在同年11月15日完成，而漢考克號亦在同日再次服役。
改建後漢考克號留在聖地牙哥近海訓練。1957年4月6日，漢考克號離開聖地牙哥，前往西太平洋巡航，並先後到日本、沖繩及台灣海域執勤，於9月18日返抵美國。此行相對和平無事。
1958年2月15日，漢考克號再次前往西太平洋，並先到日本海訓練。當漢考克號的巡航即將告終之際，金門砲戰爆發，遠東局勢轉趨緊張。漢考克號進入台灣海峽警戒，最後於10月2日返抵聖地牙哥，並在稍後進入舊金山海軍船廠翻修。
翻修後漢考克號留在近岸訓練，並曾在舊金山開放給公眾參觀。1959年8月1日，漢考克號離開聖地牙哥，再到西太平洋巡航。其時老撾內戰加劇，漢考克號先到菲律賓及南中國海一帶警備，及後才到台灣海域及日本海執勤，期間曾到訪香港等地。1960年1月18日漢考克號返抵舊金山。
1960年7月16日，漢考克號離開阿拉米達，到西太平洋巡航，並如常到菲律賓、南海、中國東海及日本海一帶執勤，最後於1961年3月18日返抵舊金山。稍後漢考克號進入普吉灣海軍基地大修四個月，同時更新艦上設備。
1962年2月2日，漢考克號再次前往西太平洋巡航。其時越南內戰愈演愈烈，老撾局勢亦繼續惡化，漢考克號再到南中國海作嚴密訓練，並在稍後到台灣海峽巡邏。8月23日漢考克號暫時回到舊金山船廠維修，在9月再次前往西太平洋作短暫巡航，於10月7日返抵舊金山。
返國後漢考克號在近岸加緊訓練，然後在1963年6月7日前往西太平洋。不久美國政府與南越總統吳廷琰決裂；而吳廷琰則在南越政變被捕殺。鑑於南越政局不穩，漢考克號縮短在香港的休假，在11月趕到越南外海戒備，然後轉到朝鮮半島外海執勤。12月16日漢考克號返抵舊金山。
返國後漢考克號進入舊金山海軍船廠翻修，並更新艦上多項設備。1964年5月漢考克號翻修完畢，留在近岸訓練，並在6月將母港轉到聖地牙哥的北島海軍基地（Naval Air Station North Island）。北部灣事件發生時，漢考克號仍在美國近海。

## 越戰

### 橫滾行動、火飛鏢行動與早期滾雷行動

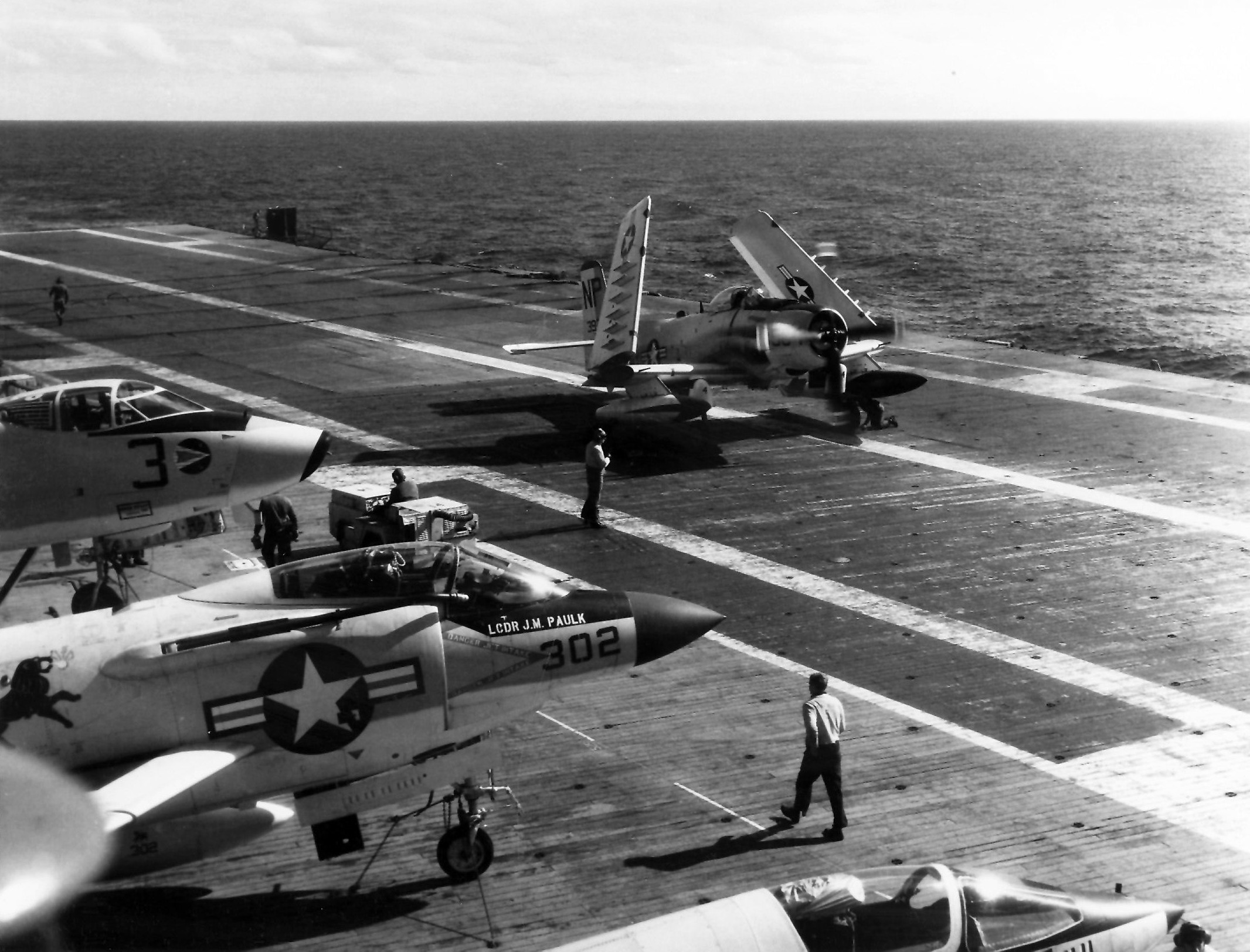
1963年，一架A-1H攻擊機正在漢考克號上折回機翼並在跑道上滑行。自改建以後，漢考克號多次前往西太平洋巡航，並先後到台灣海峽、朝鮮半島及南中國海等地戒備。翌年北部灣事件後，漢考克號開始參與越戰。

1964年8月2日及4日，北部灣事件發生。不久美國國會通過東京灣決議案，授權總統林登·詹森向北越派軍，美國全面介入越戰。由於遠東情況急轉直下，漢考克號先到夏威夷外海訓練，然後預備前往西太平洋。10月21日漢考克號搭載第21航空聯隊，離開阿拉米達，並先前往日本海執勤，最後在12月28日開始在越南外海執勤。
雖然海軍在北部灣事件後已即時進行了飛箭行動（Operation Pierce Arrow），向北越「報復」，但此後詹森未再准許海軍作任何攻擊。到12月2日，詹森批准首階段的橫滾行動（Operation Barrel Roll）；准許美軍飛機到老撾北部作有限的對地支援。行動在14日開始執行。漢考克號開始派少量飛機到老撾執勤，同時在越南外海戒備，於1965年1月16日離開，到蘇比克灣休整。
1965年2月1日，漢考克號回到越南外海的洋基站，繼續警備。7日越共游擊隊攻擊美軍於嘉萊省波來古市（Pleiku）的空軍基地，造成多人傷亡。為報復越共攻擊，詹森下令海軍執行第一次火飛鏢行動（Operation Flaming Dart I），並召回正前往菲律賓的漢考克號及珊瑚海號。中午12時40分，漢考克號及珊瑚海號分別派出29架及20架飛機，前往攻擊洞海市的軍營及港口設施；而遊騎兵號則派34架飛機空襲洞海以南15哩的山區軍營（Vit Thu Lu）。由於天氣惡劣，漢考克號的機隊無法準確估計攻擊成效，珊瑚海號更有一架A-4攻擊機遭防空炮擊落，而遊騎兵號的機隊更攻擊失敗。
2月10日，越共游擊隊再發動攻擊，炸毀歸仁市一處美軍士兵基地，造成23人死21人受傷；詹森下令海軍執行第二次火飛鏢行動（Operation Flaming Dart II），空襲位於正和（洞海市西北）的軍營。11日早上，遊騎兵號、漢考克號及珊瑚海號依次在9時、9時15分及9時30分派出機隊攻擊，但由於能見度極低，而陸上又滿佈低雲，使美軍機隊無法有效攻擊。再者，華府又為攻擊設下多重作戰規則，同時禁止使用凝固汽油彈，更令美軍機隊難以攻擊。最終珊瑚海號一共有兩架飛機遭防空炮擊落，而美軍空襲效果甚微。接著漢考克號前往港口休整，並曾在15日至17日短暫到洋基站執勤。
3月5日，漢考克號回到洋基站作戰。詹森在早前2月13日准許執行滾雷行動，而空襲在3月1日展開；針對北越的藍樹偵察任務亦在3月3日開始。不過海軍未有即時參與滾雷行動，而是在8日派航空母艦支援陸戰隊登陸峴港。15日遊騎兵號率先參與滾雷行動的轟炸任務，而漢考克號及珊瑚海號則在18日作聯合攻擊，空襲了懷恩縣以西富文（Phu Van）及洞海市以北永山（Vinh Son）的北越游擊隊補給點。26日兩艦再作聯合攻擊，派出70架飛機，空襲了河靜市、白龍尾島、永山及枚閏角（位於河靜市東南）四地的雷達設施；而北越的防空炮擊落了漢考克號兩架飛機。29日兩艦再派70架飛機攻擊白龍尾島，但空襲因能見度低而效果不佳，珊瑚海號更有三架飛機遭北越擊落。4月3日，漢考克號兩艦分別在上午及下午派出機隊，空襲河內市以南70哩的東方鐵路大橋（Dong Phuong bridge），並使之暫時無法通車。同日海軍開始針對老撾東南部胡志明小道的鋼虎行動（Operation Steel Tiger）。5日漢考克號離開洋基站，前往港口休整。

4月17日，漢考克號返回洋基站作戰，繼續執行滾雷及鋼虎等空襲任務。此時美軍偵察機發現北越正興建SA-2防空飛彈陣地，但華府一直未有授權美軍攻擊。漢考克號持續在洋基站執勤，在5月2日離開越南，預備返國。29日漢考克號返抵北島，結束首次越戰巡航。

### 第三及第四階段滾雷行動

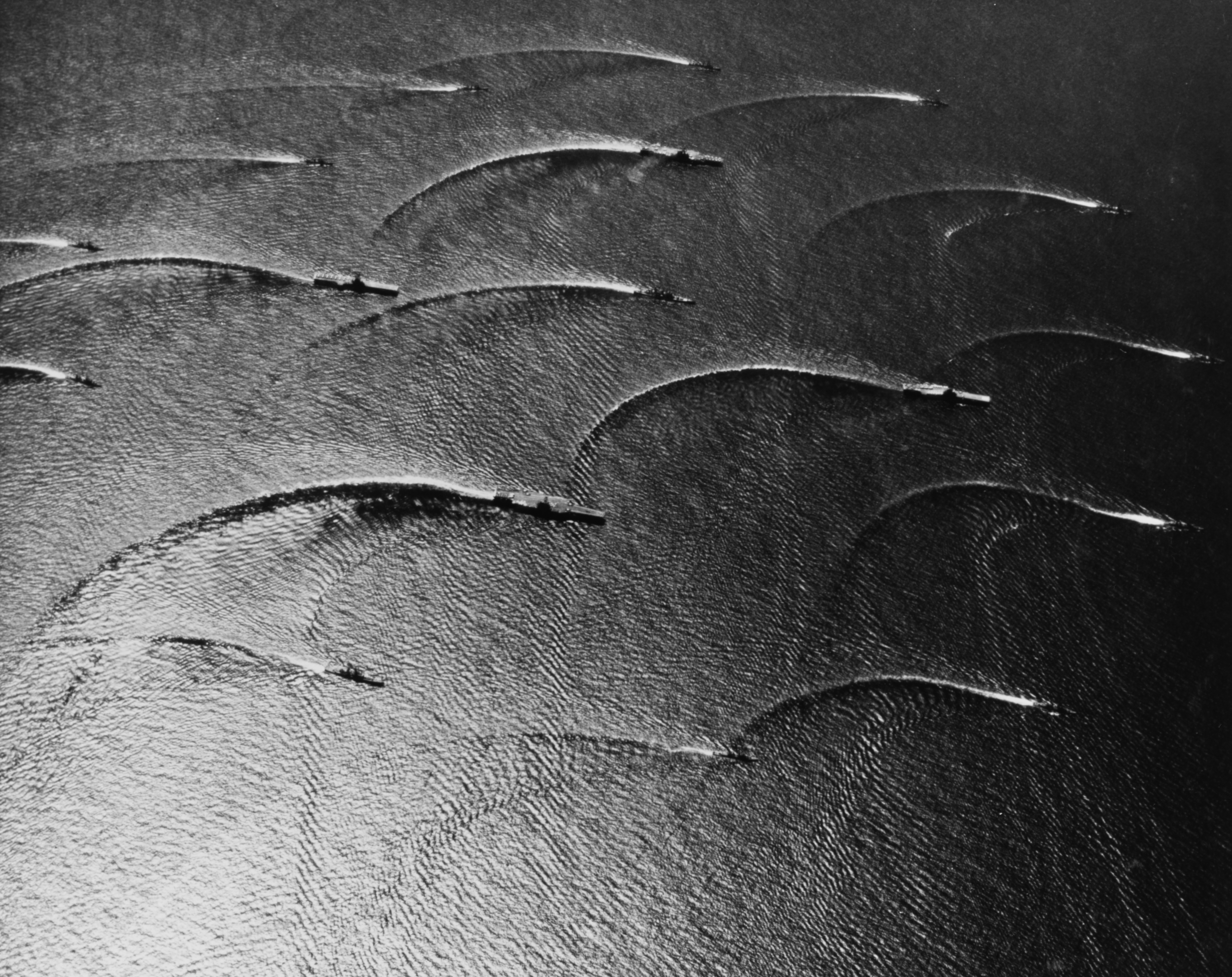
1965年3月，第77特遣艦隊正在南中國海執勤。相中的四艘航空母艦分別為遊騎兵號（左下）、約克鎮號（左上）、珊瑚海號（右上）及漢考克號（右下）。此時首階段滾雷行動開始不久，而艦隊正在海上演習。

返國後漢考克號留在美國休整。1965年11月10日，漢考克號離開美國，到珍珠港外海訓練，然後前往菲律賓。12月17日漢考克號開始在洋基站執勤。
數月前美軍開始針對北越面對空飛彈的鐵手行動（Operation Iron Hand），而其他轟炸任務則仍然持續。漢考克號開始派飛機參與各項空襲行動，但作戰不久，詹森在25日聖誕節宣佈暫停滾雷行動，以向北越釋出善意，拉攏其返回談判桌；但北越卻於1966年1月4日斥之為假意。漢考克號在洋基站作有限度執勤，於1月23日離開洋基站，到橫須賀休整。由於北越拒絕談判，詹森下令開始第三階段滾雷行動，但轟動區域仍局限於北越南部；再加上美軍被禁止攻擊北部的米格機場及工業設施，使北越可大量運輸各種防空炮、面對空飛彈及雷達設施到南方。美軍的飛機損失因此逐漸增多。
2月12日，漢考克號回到洋基站作戰。針對日益增多的面對空飛彈，漢考克號的第21聯隊率先為機隊制訂作戰指引，指示飛機應盡量避免停留在高空及中高空域，而是由低空應戰。不久海軍亦開始為航空母艦飛機搭載AGM-45百舌烏反輻射飛彈，以協助摧毀地面飛彈發射台；又以混編機種的方式編組攻擊機隊，分配攻擊任務及目標，然後命各艘航空母艦一同出擊，以應付北越密集的防空飛彈。這些大型混合機隊攻擊任務亦稱為Alpha Strikes。3月5日漢考克號再次離開越南，到蘇比克灣及香港休整。
3月22日，漢考克號返抵洋基站作戰，繼續進行各項轟炸任務。由於北越可從北方運輸防空飛彈到南面非軍事區，而鮮受美軍空襲干擾；4月1日詹森下令進行第四階段滾雷行動，批准美軍攻擊北越部分工業設施，但仍設下諸多制肘，使攻擊效果不佳。不過相對其他航空母艦的高折損率，漢考克號在4月初只有兩架飛機被防空炮擊落。4月9日漢考克號前往佐世保休假。
4月28日，漢考克號回到越南外海。為加強美軍在北越的攻擊力，海軍將漢考克號、遊騎兵號及企業號集中在洋基站執勤，僅留下輔助攻擊航母無畏號在迪西站，支援南越的地面部隊。漢考克號加緊派飛機到北越及老撾等地，損失開始急升。由4月29日到5月底，漢考克號一共有八架飛機遭防空炮擊落。由於前線航空母艦逐漸不敷應用，漢考克號持續在前線作戰，直到5月28日才離開洋基站，到香港休假數天。
6月6日，漢考克號回到洋基站作戰。12日漢考克號的機隊首次遭遇北越空軍的米格機，並擊落一架米格-17；21日漢考克號更在一天內擊落兩架同型米格機。與此同時，漢考克號又在16日無意攻擊了清化市西面的煉油設施，而未有遇上頑強抵抗。事實上，北越北方的燃油工業設施一直免受攻擊，而是次偶爾事件終於說服了參謀長聯席會議，批准美軍攻擊該等燃油工業設施（即POL攻擊任務）。不過由於消息外洩，美軍要到29日才正式開始轟炸。7月1日，北越派三艘魚雷艇前往攻擊艦隊的驅逐艦，在進入攻擊範圍前，被漢考克號與星座號的機隊擊沉。7月10日漢考克號離開越南，先到橫須賀休假，最後於8月1日返抵北島。

### 第五階段滾雷行動

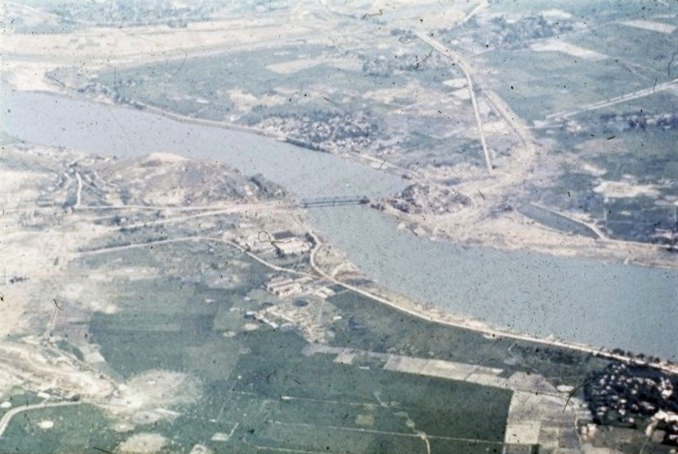
一架F-4戰鬥機飛越清化鐵路大橋。自1964年，美國空軍及海軍曾多次派機轟炸該橋樑，以切斷北越往南的運輸通道；到1967年第五階段滾雷行動後，大橋受到更為密集的攻擊。不過由於滾雷行動本身制肘甚多，再加上北越的高效搶修，到相片拍攝的1972年，大橋仍可繼續行車。

返國後漢考克號稍作休整，然後在近岸訓練，預備再次出征。1967年1月5日，漢考克號離開北島，途經橫須賀及蘇比克灣，最後在2月5日開始在洋基站執勤。
此時第四階段滾雷行動仍然持續，但北越顯然無意重返談判。2月14日，詹森下令開始第五階段滾雷行動，准許海軍及空軍攻擊北越更多目標，並針對打擊其陸路及水路運輸路線。23日起，海軍開始在北越河流佈置水雷，同時獲准切斷北越部分指定的公路及運輸系統，以逐步孤立河內及海防兩座城市；但1964年兩地設下的禁止攻擊帶，則仍舊保留，故兩地許多目標仍未受到攻擊。新一階段空襲開始不久，漢考克號在25日離開洋基站，前往佐世保休整。
3月16日，漢考克號回到洋基站執勤，並集中攻擊北越的河道及公路橋樑，同時執行橫滾及鐵手等攻擊任務。與此同時，海軍亦引入AGM-62空對地飛彈，試圖改善攻擊效率，並在3月率先在好人理查號的機隊使用。4月11日漢考克號離開洋基站，再到佐世保休整。
4月28日，漢考克號返抵越南作戰。早前詹森再批准美軍攻擊海防及河內更多目標，但禁止攻擊區繼續保留。艦隊在5月進一步增加飛機出擊數，去空襲北越多處目標；到5月底河內市中心附近的軍營亦首次遭美軍攻擊。不過空襲不久，華府重申河內市中心為禁止攻擊區。北越防空火網繼續威脅美軍機隊。由4月底到6月初，漢考克號一共有六架飛機遭北越防空火網擊落，其中兩架被防空飛彈擊毀。這是漢考克號在1964年以來首次有飛機遭防空飛彈擊落。6月4日漢考克號離開越南，前往蘇比克灣休整。
6月12日，漢考克號返回洋基站作戰，並加倍攻擊北越的補給線。美軍的切斷補給行動開始邁向頂峰，17日空軍猛烈攻擊了河內附近多處的鐵路運輸設施，而漢考克號等繼續切斷主要橋樑，並在水道佈置水雷，以阻礙北越補給。偶爾漢考克號等亦轟炸北越的工業及港口設施。27日漢考克號離開越南，前往蘇比克灣及香港休假，並預備返國。7月22日漢考克號返抵北島。

### 春節攻勢後及越南化時期

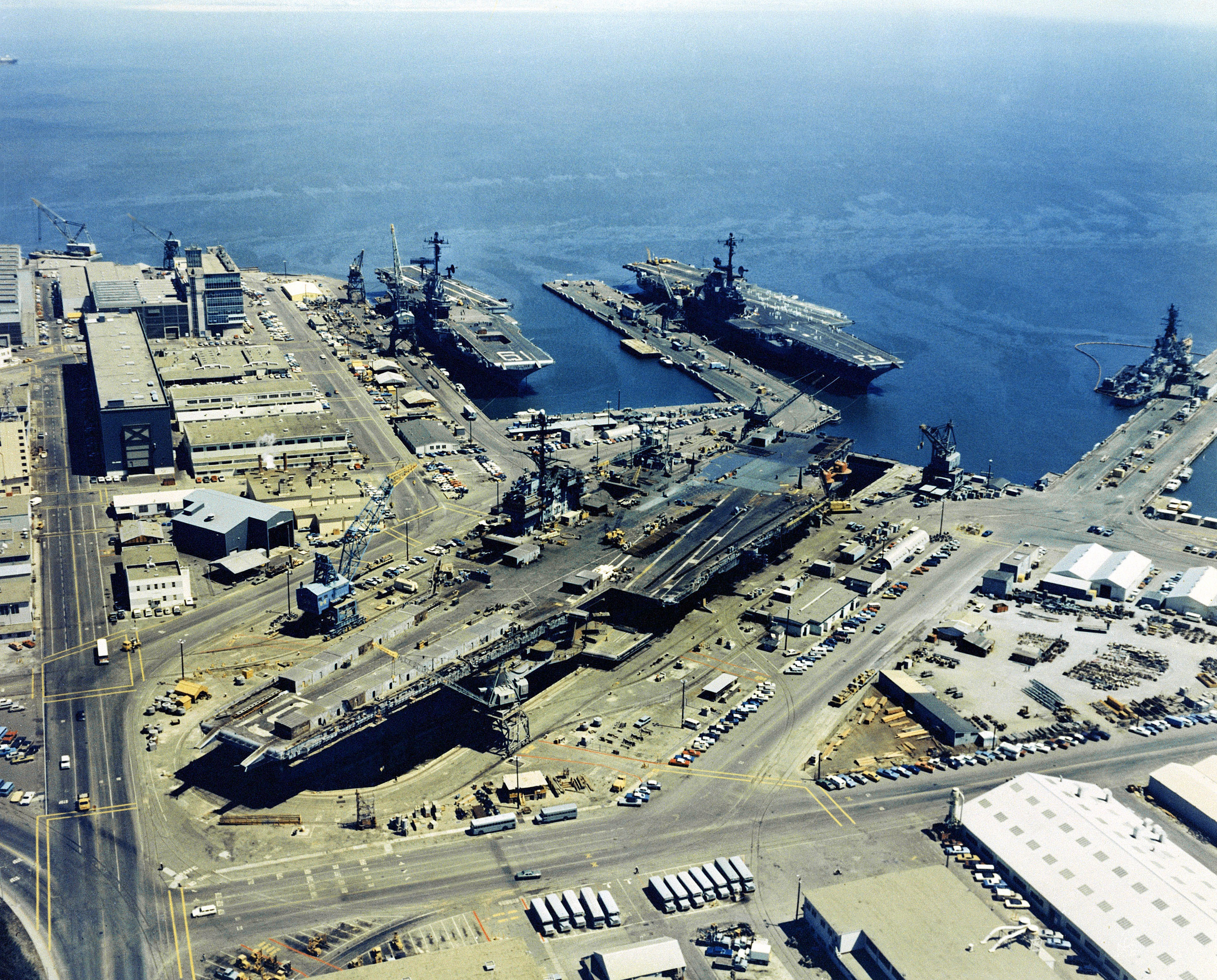
1971年8月25日，三艘航空母艦正在三藩市海軍船廠停泊。正在乾船塢維修的是珊瑚海號，而在外面碼頭停泊的分別為漢考克號（左）及遊騎兵號（右）。兩艦在不久前分別完成第六次及第三次越戰巡航。1964年至1975年間，漢考克號一共九次前往西太平洋作戰或戒備，其越戰巡航次數為美國航空母艦之最。

返國後漢考克號到船廠維修，然後留在近岸休整。1968年初，北越發動春節攻勢，漢考克號繼續留在美國本土，直到7月18日才再次離開北島，前往越南。8月23日漢考克號開始在洋基站執勤。
此時北越的攻勢已幾近崩潰，再加上詹森在4月禁止海空軍空襲北緯19度以北的北越國境，使海空軍的出擊數大減，並將攻擊重心轉到老撾等地。漢考克號僅恢復橫滾及鋼虎行動，攻擊老撾的胡志明小道補給線，同時派少量飛機到北越，進行藍樹偵察任務。到11月1日，詹森停止對北越所有轟炸，並中止滾雷行動；而李察·尼克遜在6日勝出總統選舉。漢考克號斷續在越南外海執勤，期間曾轉到朝鮮半島外海戒備，並先後到訪橫須賀、佐世保、香港及新加坡等地。1969年3月3日漢考克號返抵北島。
1969年8月2日，漢考克號再次離開北島，前往西太平洋巡航，並在9月1日開始在越南外海執勤。在尼克遜推行的越南化政策下，美軍逐步撤出南越，淡出戰爭；而海軍如常派飛機攻擊胡志明小道，間中亦攻擊非軍事區附近的北越補給點，並可以在指定情況下向北越防空炮還火攻擊。漢考克號斷續執勤至1970年3月26日，然後返回美國，於4月15日返抵北島。是次巡航，漢考克號只有兩架飛機遭到防空炮擊落，且均在老撾境內。
1970年10月22日，漢考克號再次前往西太平洋，並在11月20日開始在洋基站執勤。22日，漢考克號、奧里斯卡尼號及遊騎兵號等艦聯同空軍，派飛機轟炸河西省山西市社的多處地方，以分散北越注意力；而陸軍則由泰國派出特遣部隊，登陸該處的戰俘營，以拯救被囚美軍。然而當美軍抵達該處時，才發現戰俘早在數日前轉移到另一地方，行動一無所獲。為分散北越注意力，下午海軍及空軍改為大幅轟炸非軍事區附近的防空飛彈陣地，以及補給設施。接著漢考克號斷續執勤至1971年5月3日，於6月2日返抵北島。是次巡航漢考克號沒有飛機被防空炮擊落。

### 復活節攻勢、美國停火與贖罪日戰爭

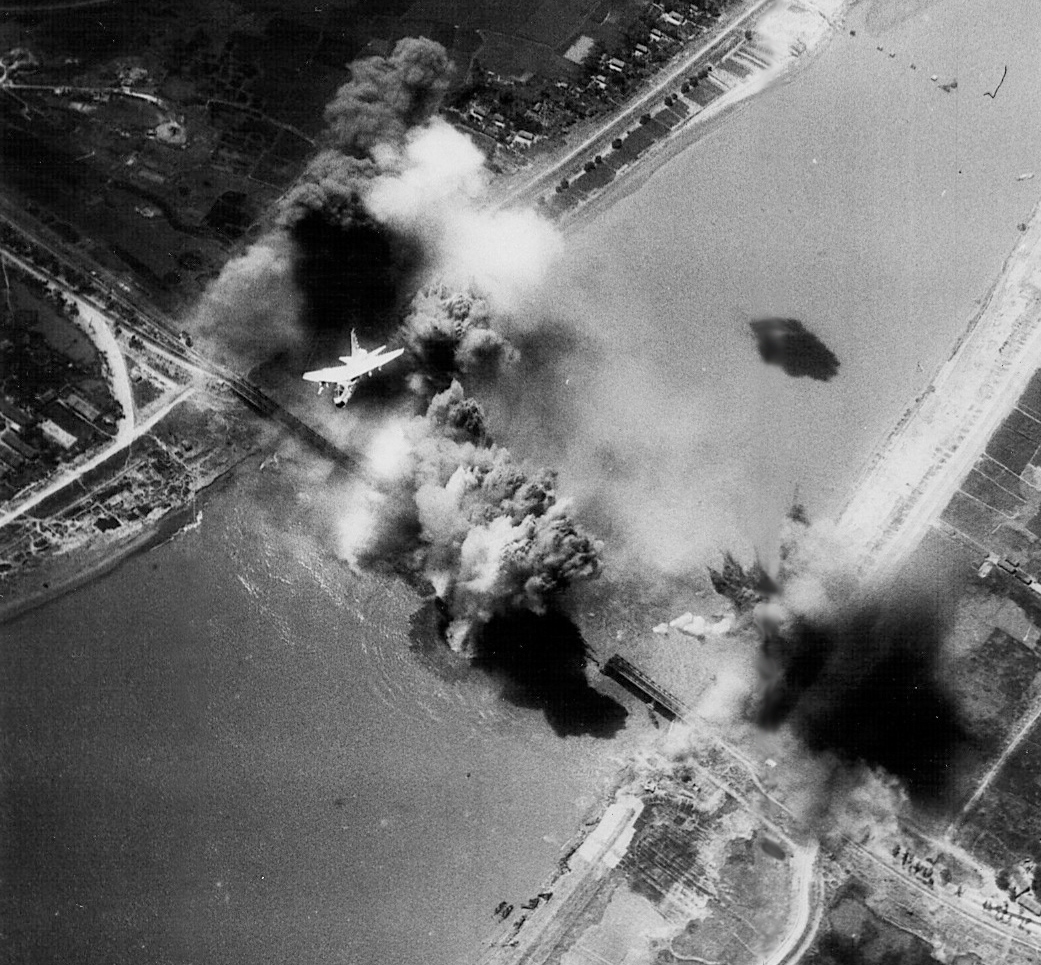
1972年，小鷹號的A-7攻擊機正轟炸海陽大橋。復活節攻勢後近兩個月，華府開始第一階段後衛行動，准許美軍空襲北越北部多處設施。由於轟炸限制遠比以往寬鬆，漢考克號等部隊於此時期的轟炸顯然更為有效，並最終迫使北越重返談判桌。

1972年1月7日，漢考克號前往西太平洋，途經珍珠港及蘇比克灣等地，於2月7日開始在洋基站執勤。雖然艦隊繼續維持較低的出勤率，但北越的防空火力卻在不斷加強，並多次攻擊進行藍樹偵察任務的美軍飛機，使美軍機隊的還擊次數日漸上升；與此同時，美軍多項情報清楚顯示北越正在秘密調動及集結部隊。顯然，北越即將再次發動類似春節攻勢的大型戰役。為此艦隊開始加強警戒，制訂作戰計畫，並開始加派飛機到南越，為與越共遊擊隊戰鬥的南越部隊提供空中密接支援，順道加強兩者默契。3月8日漢考克號離開洋基站，前往橫須賀休整。
3月26日，漢考克號返抵洋基站執勤。30日北越一如美軍所料，大舉派軍越過非軍事區，發動復活節攻勢，試圖一舉消滅南越。漢考克號等隨即大幅增加飛機出擊數，到南越作密接支援。攻勢發動後首星期，艦隊的出擊數達680架次；而攻勢發動前艦隊每星期平均出擊數僅為66架次。4月5日，美軍開始自由快車行動（Operation Freedom Train），准許美軍轟炸北緯19度以南的北越軍隊及補給點，以期擊潰北越攻勢；到4月底攻擊帶更北移至北緯20度以南。而星座號、珊瑚海號及小鷹號則在15日聯同空軍的B-52轟炸機，猛烈攻擊了海防市的港口及燃油設施。29日漢考克號離開越南，前往蘇比克灣休整。
5月12日，漢考克號回到洋基站，繼續作戰。美軍在10日將自由快車行動升級為第一階段後衛行動（Operation Linebacker I），取消北緯20度的攻擊限制區域；與此同時，海軍亦在9日開始零錢行動（Operation Pocket Money），向北越各處水道及港口設置水雷。為免誤擊蘇聯船隻，尼克遜給予蘇聯三日時間，在12日前撤走所有貨船。此後艦隊開始大舉轟炸北越多處的工業及港口設施，並且切斷其陸路及水路補給線，同時為南越地面軍隊提供密接支援。13日空軍以鐳射導引飛彈，摧毀了清化大橋（1965年起，美軍多次攻擊大橋，均告失敗），大幅阻礙了北越往南的補給速度。整個5月，艦隊的總出擊數達7,239架次，其中3,949架次派到北越轟炸，另外3,290架次到南越支援地面部隊。美國海軍戰鬥機武器學校的訓練亦開始見效：艦隊的F-4戰鬥機在5月一共擊落了16架米格機，而沒有任何空戰損失。6月4日漢考克號離開越南，前往香港休假。
6月14日，漢考克號返回洋基站作戰，繼續參與各項轟炸任務，同時為南越部隊提供密接支援。由於北越的攻勢開始瓦解，艦隊逐步減少派飛機到南方支援，轉為加倍轟炸北越各處目標。7月14日漢考克號再次離開洋基站，前往蘇比克灣休整。
7月23日，漢考克號再次返抵洋基站執勤。艦隊如常派飛機到轟炸北越各處的重要設施，並為南越部隊提供空中密接支援。由於北越攻勢進一步潰退，艦隊將攻擊重心轉移到北越境內設施，並派軍艦以艦炮轟擊海防市港口。8月16日漢考克號離開越南，前往蘇比克灣休整。
8月27日，漢考克號抵達洋基站戰鬥，並繼續進行各項轟炸任務。艦隊雖然飽受北越防空炮威脅，但在整次巡航，漢考克號只有八架飛機遭防空炮擊落，相對偏少。9月14日漢考克號離開越南返國，途經蘇比克灣及橫須賀，在10月3日返抵北島。1973年1月27日，巴黎和平協約簽訂。
1973年5月8日，漢考克號離開北島，再次前往西太平洋。此時美軍基本上已撤出越南，漢考克號只花上近一個月時間在洋基站戒備，其餘時間則在西太平洋其他地方執勤。同年10月贖罪日戰爭爆發，並在月底結束。為免蘇聯介入停火談判，漢考克號在10月29日被派往印度洋，並到北阿拉伯海戒備。不久漢考克號由奧里斯卡尼號接替，於1974年1月8日返抵北島。

### 鷹遷行動、西貢淪陷與馬亞圭斯號貨船事件

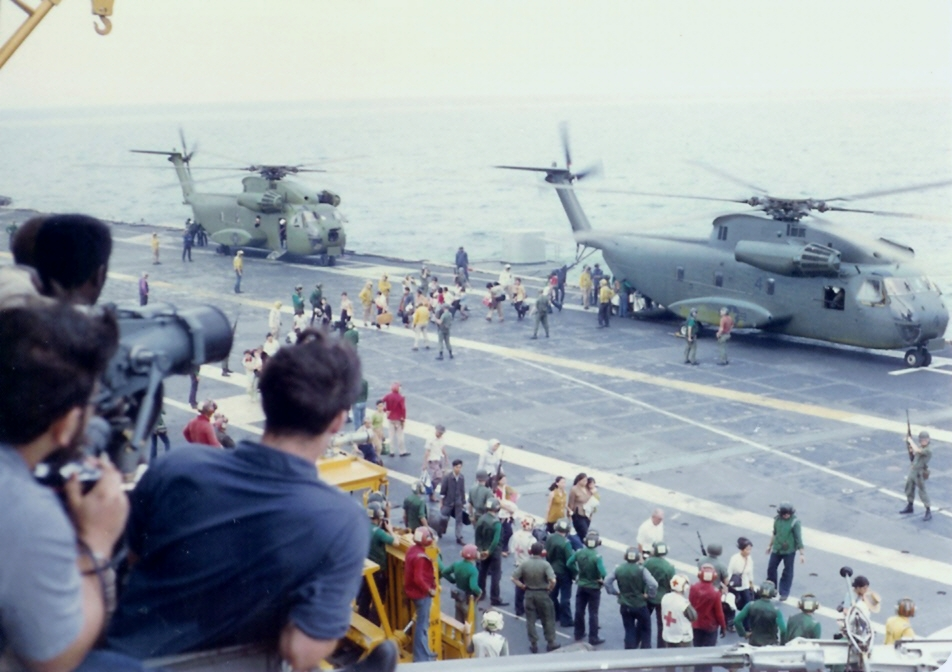
1975年4月29日，漢考克號正參與常風行動，派遣海軍陸戰隊直升機到西貢撤僑。與此同時南越空軍官兵爭相駕駛軍用直升機甚至定翼機，攜同親屬好友，逃往近海的美國艦隊，以躲避勢如破竹的北越軍隊。由於難民人數眾多，艦上水兵往往要將直升機棄置大海，以騰出更多空間載人。次日西貢淪陷，越南戰爭正式結束。

1975年3月18日，漢考克號離開北島，最後一次前往西太平洋巡航。在早前3月10日，北越派軍攻擊中央高地的要害邦美蜀市，而南越總統阮文紹卻在3月17日宣佈棄守中央高地，命南越軍隊後撤，使南越國境一夕之間無險可守。不久各處的南越軍隊開始潰散，而北越則乘勢加速向南突進；柬埔寨等地的共產勢力亦加速進攻政府軍。
由於東南亞的局勢已無法挽回，美國下令軍隊預備撤僑。3月22日漢考克號趕往珍珠港，搭載陸戰隊及直升機，於26日離開夏威夷。4月6日漢考克號進入蘇比克灣，臨時改裝為兩棲突擊艦，以騰出空間接載美國僑民及其他難民。
接著漢考克號先參與金邊的撤退行動。4月11日漢考克號開赴泰國灣，而鷹遷行動（Operation Eagle Pull）在次日開始。美軍在早上6時先派沖繩號的直升機到金邊，卸載陸戰隊員；而溫哥華號的直升機則在空中戒備掩護。接著沖繩號的直升機先後接走84名美國人及205名柬埔寨或其他國籍人士，而漢考克號的直升機則在中午接走登陸的陸戰隊。稍後沖繩號將所有撤走人員以直升機載往泰國，而漢考克號則前往新加坡稍作休整。17日紅色高棉徹底佔據金邊。
接著漢考克號等海軍艦隻轉往西貢，預備另一次撤僑行動。4月29日常風行動（Operation Frequent Wind）開始，漢考克號、中途島號及其他兩棲突擊艦不斷派直升機到西貢撤僑，而珊瑚海號及企業號則派戰機確保美軍撤退路線安全；這也是F-14戰鬥機首次參與前線作戰。除了美軍的撤僑直升機，不少南越軍飛行員盜用軍用直升機甚至定翼機，接載軍眷，然後爭相逃難到漢考克號等艦。由於難民人數眾多，美軍只好將部分直升機推入大海，以騰出更多空間載人。當日一共有32架南越空軍直升機降落到漢考克號，其中有12架被美軍棄置。4月30日早上，美軍在越南的最後一架直升機從美國駐西貢大使館起飛前往海上，而北越坦克則在接近中午駛入統一宮。越戰至此正式結束。整個常風行動中，美軍一共撤走了1,373名美國人及5,595名越南及其他國籍人士。
撤退行動後，漢考克號及中途島號分別前往蘇比克灣及曼谷卸載；珊瑚海號前往澳洲；而企業號則啟程返國。稍後漢考克號將陸戰隊及直升機運回珍珠港，再重新改裝為攻擊航母，然後返回西太平洋執勤。5月12日，紅色高棉在公海脅持了美國貨櫃船馬亞圭斯號（Mayaguez），傑拉德·福特隨即派珊瑚海號到柬埔寨外海戒備，而漢考克號則再次改裝為兩棲突擊艦，搭載陸戰隊員，前往柬埔寨外海。美軍將營救行動定於15日，不過漢考克號的引擎在中途故障，最快要到16日下午才抵達柬埔寨外海，而沖繩號則因鍋爐損壞，要到18日才抵達當地。兩艦最終沒有參與營救行動。在缺乏預備及準確情報下，陸戰隊員在15日由空軍運往貨船的停泊處，不但未能搜救到任何船員，更死傷慘重（船員在當日下午獲釋，但灘頭戰鬥一直持續到晚上）。
接著漢考克號留在西太平洋執勤，並曾到訪香港等港口。6月30日，漢考克號重編為多用途航空母艦，舷號改為CV-19。10月20日漢考克號返抵北島，並預備退役。

## 結局與榮譽
1976年1月30日，漢考克號退役，並在次日除籍，開始拍賣程序。同年9月1日漢考克號出售拆解。
漢考克號四次獲頒海軍部隊嘉許勳表及海軍部隊嘉許獎；並在越戰獲得12枚戰鬥之星。全部榮譽見下表：
| Bronze star · Bronze star · Bronze star |                                                       |                           |                                                       |
| Bronze star · Bronze star · Bronze star |                                                       | Silver star               |                                                       |
| Bronze star                             | Bronze star · Bronze star · Bronze star · Bronze star | Bronze star               | Silver star · Silver star · Bronze star · Bronze star |
|                                         |                                                       | Bronze star · Bronze star |                                                       |

| 海軍部隊嘉許勳表： 四次 |                            |                               |                             |
| 海軍部隊嘉許獎： 四次   | 美國戰役獎章               | 太平洋戰爭獎章： 五枚戰鬥之星 | 第二次世界大戰勝利獎章      |
| 國防部服役獎章： 兩枚   | 武裝部隊遠征獎章： 五枚    | 人道主義服役獎章： 兩次       | 越南服役獎章： 12枚戰鬥之星 |
| 菲律賓總統部隊嘉許勳表  | 棕櫚葉越南英勇十字部隊嘉許 | 菲律賓解放獎章： 兩枚戰鬥之星 | 越南共和國戰役獎章          |